# Горишный, Василий Михайлович
Василий Михайлович Горишний (род. 6 мая 1938, село Белоголовы) — украинский советский деятель, слесарь производственного объединения «Тернопольский комбайновый завод». Депутат Верховного Совета УССР 8-10-го созывов. Полный кавалер ордена Трудовой Славы.

## Биография
С 1955 г. — помощник в тракторной бригаде, ученик Золочевского ремесленного училища Львовской области. В 1957 г. — электрик колхоза имени Дзержинского Зборовского района Тернопольской области.
В 1957—1958 г. — служба в Военно-Морском флоте СССР.
С 1958 г. — заведующий сельским клубом.
С 1960 г. — слесарь Тернопольского комбайнового завода, слесарь производственного объединения «Тернопольский комбайновый завод имени XXV съезда КПСС».
Член КПСС с 1972 года.
В 1977 году окончил Тернопольский финансово-экономический институт.
С 1986 г. — заместитель председателя профсоюзного объединения, заместитель начальника корпуса сборки комбайнов производственного объединения «Тернопольский комбайновый завод».
Потом — на пенсии в городе Тернополе.

## Награды
- орден Трудового Красного Знамени
- орден Трудовой Славы 1-й ст.
- орден Трудовой Славы 2-й ст.
- орден Трудовой Славы 3-й ст.
- ордена
- медали